# Scalmicauda obliterata
Scalmicauda obliterata är en fjärilsart som beskrevs av Sergius G. Kiriakoff 1962. Scalmicauda obliterata ingår i släktet Scalmicauda och familjen tandspinnare. Inga underarter finns listade.